# Roelof Koops

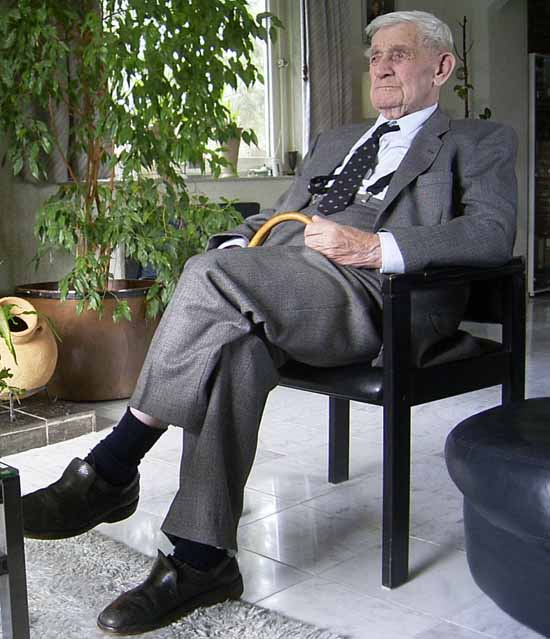
Roelof Koops op zijn 97ste verjaardag

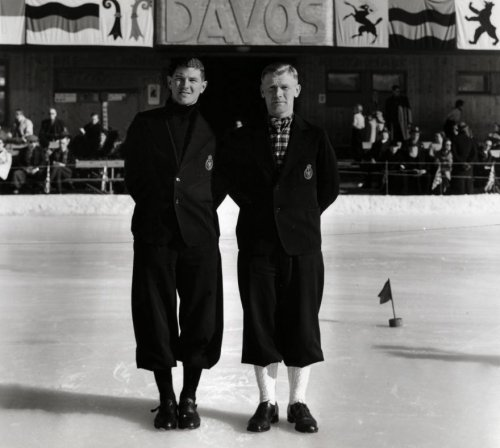
Jan Langedijk en Roelof Koops (links) in 1938

Roelof Koops (Zuidlaren, 19 juli 1909 - Veendam, 7 juni 2008) was een Nederlands langebaanschaatser. Hij maakte deel uit van de kernploeg die deelnam aan de Olympische Winterspelen 1936 in Garmisch-Partenkirchen.

## Carrière
Roelof Koops was bij het Europees kampioenschap schaatsen 1936 in Oslo twaalfde geworden op de 5000 meter, twintig seconden na winnaar Ivar Ballangrud. Eerder had hij in 1932 bij het EK al eens een zilveren medaille behaald op de 10.000 meter.
Bij de Olympische Winterspelen 1936 eindigde hij als dertiende op de 5000 meter, als 17e op de 10.000 meter en als 30e op de 1500 meter. In 1940 behaalde hij op de Nederlandse Kampioenschappen Schaatsen, die in Groningen werden gehouden, de zilveren medaille. In 1941 behaalde hij in Bergen tijdens het NK de bronzen medaille.

## Resultaten
| jaar | NK Allround | EK Allround | WK Allround | Olympische Spelen               |
| ---- | ----------- | ----------- | ----------- | ------------------------------- |
| 1929 | nc11        |             |             |                                 |
| 1932 |             | 5e          |             |                                 |
| 1933 | 6e          |             | 16e         |                                 |
| 1934 |             | 10e         |             |                                 |
| 1936 |             | 17e         | 20e         | 30e 1500m 13e 5000m 17e 10.000m |
| 1937 |             | 11e         | nc18        |                                 |
| 1938 |             | 19e         | 10e         |                                 |
| 1939 |             | ns3         | 13e         |                                 |
| 1940 | Zilver      |             | nc22 *      |                                 |
| 1941 | Brons       |             |             |                                 |
| 1942 | nc18        |             |             |                                 |

* onofficiële Wereldkampioenschappen